# Reuther Nunataks
Reuther Nunataks är nunataker i Antarktis. De ligger i Västantarktis. Chile gör anspråk på området.